# Atylotus flavoguttatus
Atylotus flavoguttatus är en tvåvingeart som först beskrevs av Szilady 1915.  Atylotus flavoguttatus ingår i släktet Atylotus och familjen bromsar. Inga underarter finns listade i Catalogue of Life.